# EUREF-POL
EUREF-POL – sieć 11 punktów geodezyjnych, dla których zostały określone współrzędne geodezyjne w nawiązaniu do europejskiej sieci geodezyjnej ETRF (European Terrestrial Reference Frame – Europejski Układ Odniesienia), i która (zgodnie z rozporządzeniem z 14 lutego 2012 roku w sprawie osnów geodezyjnych, grawimetrycznych i magnetycznych) pełniła funkcję podstawowej bazowej osnowy geodezyjnej.

## Historia
Pierwsze prace nad modernizacją polskiej podstawowej osnowy geodezyjnej zostały poczynione w latach 70. XX wieku, jednak możliwość powiązania krajowych osnów geodezyjnych z sieciami zachodnioeuropejskimi pojawiła się dopiero po 1989 roku. W 1991 roku powstał raport Sekcji Sieci Geodezyjnych Komitetu Geodezji PAN, O potrzebie i zasadach założenia zintegrowanej podstawowej sieci geodezyjnej w układzie EUREF, który umożliwił rok później rozszerzenie ERTF na terytorium Polski. Wykonano pomiary 11 punktów, które były punktami odniesienia Krajowej Sieci Dopplerowskiej, bądź obserwatoriami astronomiczno-geodezyjnymi: (Grybów, Józefosław, Borówiec, Lamkówko, Borowa Góra, Zubowice, Rogaczew, Studnice, Czarnkowie, Masze, Rozewie). Punkty polskiej części sieci zostały tak dobrane, że została stworzona możliwość powiązania istniejącej sieci astronomiczno-geodezyjnej z układem ETRF i wykorzystanie wcześniejszych prac z zakresu geodezji satelitarnej.
Następnie sieć EUREF-POL zagęszczono 348 punktami geodezyjnymi (sieć POLREF) rozmieszczonymi równomiernie na obszarze całego kraju, jako uzupełnienie bazy (zagęszczenie osnowy do boków o długości 30–50 km). Wszystkie pomiary wykonano techniką GPS. Ostateczne współrzędne geodezyjne punktów (B, L, H) wyznaczono w układzie ETRF'89 (data 89 oznacza rok wykonania pomiarów europejskich, tzw. epoka 1989 – co jest istotne biorąc pod uwagę ruchy względne płyt tektonicznych) na elipsoidzie GRS 80.
Sieć EUREF-POL oraz POLREF jako sieci podstawowej osnowy geodezyjnej, stanowią dla obszaru Polski bazę odniesienia dla wszelkich prac geodezyjno-kartograficznych. Jednocześnie została stworzona podstawa do zapewnienia ciągłości prac badawczych w zakresie geodynamiki w Polsce. Stacje EUREF-POL służą do monitorowania stabilności układu europejskiego.
Sieci EUREF-POL i POLREF stały się podstawą ponownego wyrównania dawnej sieci astronomiczno-geodezyjnej i triangulacji wypełniającej (sieci I klasy), a następnie także sieci poziomej II klasy.

## Wykaz współrzędnych geodezyjnych punktów sieci EUREF-POL
| Numer EUREF | Nazwa stacji | Szerokość geodezyjna B | Długość geodezyjna L | Wysokość geodezyjna H |
| 0216        | Borówiec     | 52° 16' 33.99702"      | 17° 04' 29.49237"    | 116 863 m             |
| 0217        | Borowa Góra  | 52° 28' 29.96067"      | 21° 02' 06.75802"    | 139 906 m             |
| 0301        | Rozewie      | 54° 49' 39.01589"      | 18° 19' 35.36004"    | 70 807 m              |
| 0302        | Lamkówko     | 53° 53' 32.63073"      | 20° 40' 11.77537"    | 187 049 m             |
| 0303        | Masze        | 53° 53' 09.78874"      | 22° 42' 02.36910"    | 210 368 m             |
| 0304        | Czarnkowie   | 53° 42' 14.42353"      | 16° 07' 46.50919"    | 238 935 m             |
| 0306        | Józefosław   | 52° 05' 50.17978"      | 21° 01' 53.52405"    | 141 653 m             |
| 0307        | Studnica     | 51° 13' 37.97920"      | 16° 02' 32.82329"    | 203 857 m             |
| 0308        | Rogaczew     | 50° 49' 47.44862"      | 19° 34' 38.19211"    | 303 612 m             |
| 0309        | Zubowice     | 50° 36' 10.52287"      | 23° 35' 01.59054"    | 318 016 m             |
| 0310        | Grybów       | 49° 37' 43.04100"      | 20° 56' 49.10280"    | 408 373 m             |

Współrzędne w układzie EUREF-89 (na epokę 1989.0).

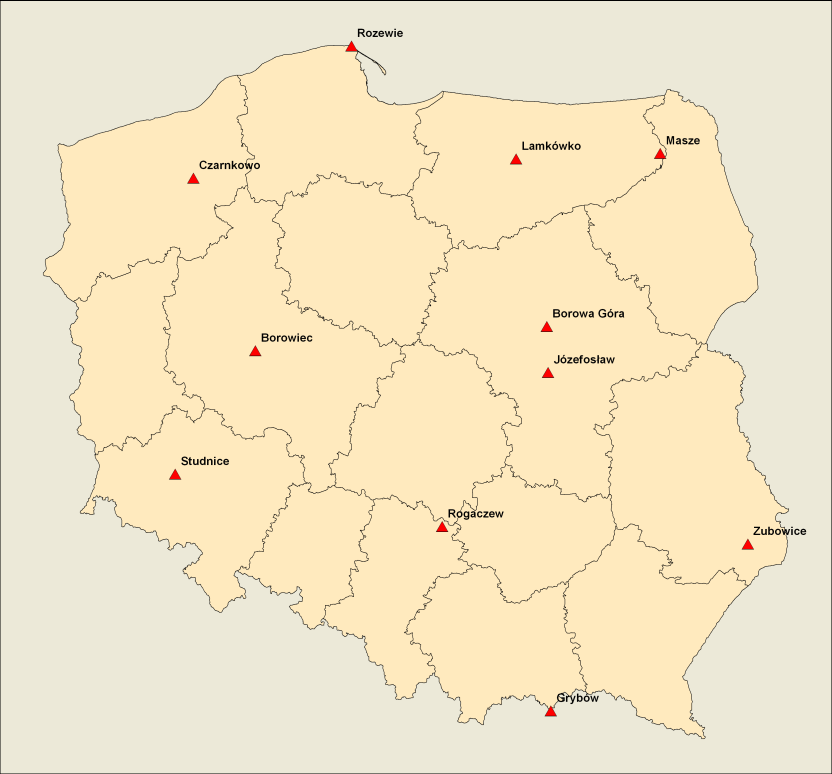
Rozmieszczenie punktów sieci EUREF-POL

Źródło: